# Aaron Sorkin
Aaron Benjamin Sorkin (Nova Iorque, 9 de junho de 1961) é um roteirista, produtor de televisão e dramaturgo norte-americano, cujos trabalhos incluem A Few Good Men, The American President, The West Wing, Studio 60 on the Sunset Strip, The Social Network,, Moneyball e The Newsroom.
Depois de se formar na Universidade de Syracuse com um Bacharelado em Belas Artes em 1983, Sorkin passou grande parte da década de 1980 em Nova Iorque como um ator esporadicamente empregado. Ele encontrou sua paixão ao escrever peças de teatro, e rapidamente se estabeleceu como um jovem e promissor dramaturgo. Sua peça A Few Good Men chamou a atenção do produtor de cinema David Brown, que comprou os direitos de adaptação para um filme antes da peça ter estreado.
A Castle Rock Entertainment contratou Sorkin para adaptar A Few Good Men para o cinema. O filme, dirigido por Rob Reiner, se tornou um sucesso de bilheteria. Ele passou o início da década de 1990 escrevendo dois outros roteiros na Castle Rock, Malice e The American President. Na metade da década de 1990 ele trabalhou polindo roteiros de filmes como Bulworth. Em 1998, sua carreira na televisão começou quando ele criou a série cômica Sports Night, para a ABC. A segunda temporada de Sports Night foi sua última e em 1999 foi sobreposta com a nova série de Sorkin, o drama político The West Wing, desta vez para a NBC. The West Wing venceu vários Primetime Emmy Awards, continuando por mais três temporadas depois que ele deixou o programa no final de seu quarto ano em 2003. Ele retornou a televisão em 2006 com a comédia dramática Studio 60 on the Sunset Strip, sobre os bastidores de um programa de comédia, outra vez para a NBC. Apesar da volta de Sorkin ter atraído muita expectativa antes da estreia de Studio 60, a NBC não a renovou após sua primeira temporada, que sofreu com baixos índices de audiência e recepção mista da crítica especializada e do público. Em 2010 ele escreveu o aclamado roteiro do filme The Social Network, vencendo um Oscar de Melhor Roteiro Adaptado.
Depois de mais de uma década longe do teatro, Sorkin voltou para adaptar seu roteiro The Farnsworth Invention, que começou como uma oficina na La Jolla Playhouse em fevereiro de 2007, estreando na Broadway em dezembro do mesmo ano.
Ele já foi viciado em cocaína por muitos anos, porém depois de uma prisão altamente divulgada, ele recebeu tratamento em uma clínica e se recuperou. Na televisão, Sorkin é conhecido como um roteirista controlador, que raramente divide seu trabalho de redigir um roteiro com outras pessoas. Sua equipe costuma fazer uma pesquisa e criar histórias para ele contar. Sua marca registrada de diálogos rápidos e extensos monólogos são complementados, na televisão, pela técnica visual de seu colaborador frequente Thomas Schlamme, chamada "Andar e Falar". Essas sequências consistem em tomadas únicas de longa duração envolvendo várias personagens em uma conversa enquanto movem por um cenário; personagens entram e saem da conversa enquanto a tomada continua sem cortes.

## Primeiros anos
Sorkin nasceu na ilha de Manhattan, filho de pais judeus, sendo criado em um rico subúrbio de Scarsdale, Nova Iorque. Sua mãe era um professora escolar e seu pai em advogado que lutou na II Guerra Mundial; tanto sua irmã mais velha e seu irmão se tornaram advogados. Seu avô por parte de pai foi um dos fundadores da International Ladies' Garment Workers' Union. Sorkin começou a se interessar em atuação. Antes de chegar a adolescência, seus pais o levaram para o teatro para ver apresentações como Who's Afraid of Virginia Woolf? e That Championship Season.
Sorkin estudou na Scarsdale High School, onde ele se envolveu nos clubes de drama e teatro da escola. Na oitava série ele interpretou o General Bullmoose no musical Li'l Abner.
Em 1979, Sorkin entrou na Universidade de Syracuse. Em seu primeiro ano ele foi reprovado em uma matéria que era necessária para seu curso. Ele ficou devastado porque ele desejava ser um ator, e o departamento de Drama não permitia que os estudantes fossem ao palco sem completar todas as matérias do primeiro ano. Ele voltou para seu segundo ano determinado a fazer melhor, se formando em 1983 com um Bacharelado em Belas Artes.

### Ator desempregado, dramaturgo promissor
"Eu não quero me analisar ou algo do tipo, porém eu acho, de fato sei que isto é verdade, que entro no mundo através do que eu escrevo. Eu cresci acreditando, e continuo a acreditar, que estraguei tudo, que crescendo com minha família e amigos eu não tinha nada a oferecer em uma coversa. Porém quando comecei a escrever, de repente havia algo para levar à festa que já estava em andamento."

—Aaron Sorkin, sobre se tornar um roteirista.
Depois de se formar, Sorkin se mudou para Nova Iorque onde ele trabalhou em vários bicos, incluindo entregar telegramas, dirigir uma limousine, fazer um tour pelo Alabama com as crianças da companhia de teatro Traveling Playhouse, entregar papéis anunciando um show de caça e pesca e como barman em vários teatros da Broadway. Em um fim de semana, enquanto cuidava da casa de um amigo, ele encontrou uma máquina de escrever da IBM, começou a escrever e, "[ele] sentiu uma confiança fenomenal e certa alegria que nunca havia sentido antes na [sua] vida".
Sorkin continuou a escrever e eventualmente completou sua primeira peça, Removing All Doubt, que ele enviou para seu antigo professor de teatro, Arthur Storch, que ficou impressionado. Em 1984, Removing All Doubt foi encenado por estudantes de teatro na Universidade de Syracuse. Depois disso, ele escreveu Hidden in This Picture, que estreou em um pequeno teatro de Nova Iorque em 1988. O conteúdo de suas duas primeiras peças fizeram ele conseguir um agente teatral. O produtor John A. McQuiggan viu Hidden in This Picture e pediu para Sorkin transformar a peça de um ato em uma peça completa chamada Making Movies.

### A Few Good Men

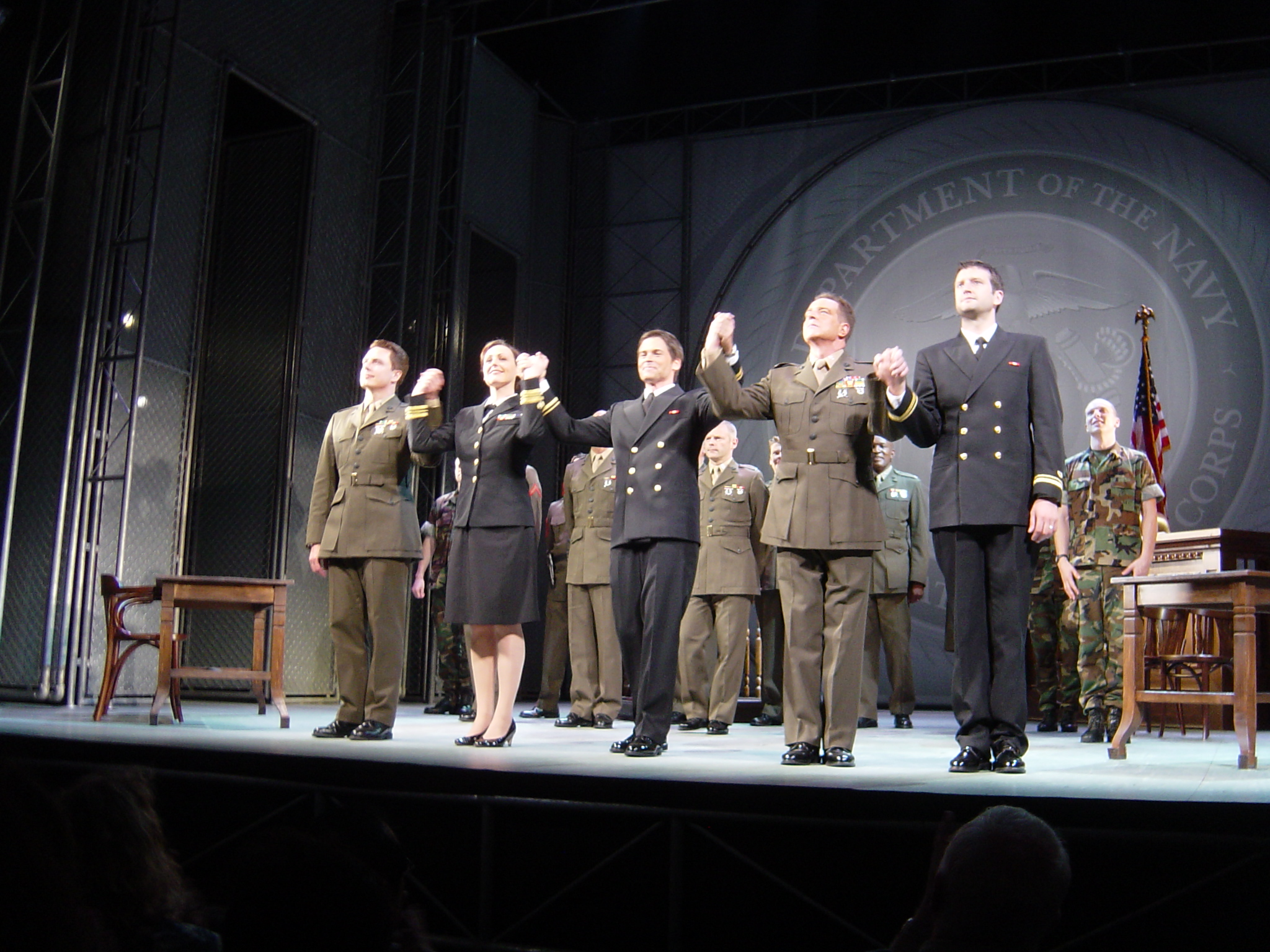
A Few Good Men em Londres no dia 31 de agosto de 2005.

Sorkin teve a inspiração para escrever sua próxima peça, um drama de tribunal chamado A Few Good Men, a partir de uma conversa por telefone com seu irmão Doreah, que havia se formado na Universidade de Direito de Boston e foi contratado por 3 anos pela Judge Advocate General's Corps, da Marinha dos Estados Unidos. Ela iria para a Base Naval da Baía de Guantánamo para defender um grupo de fuzileiros que quase mataram um outro fuzileiro em um trote sob ordens de um oficial superior. Sorkin pegou essa informação e escreveu muito da peça em guardanapos enquanto trabalhava como barman na Broadway. Ele e seus colegas de quarto haviam comprado um Macintosh 512K, então depois de voltar para casa, Sorkin iria esvaziar seus bolsos de guardanapos e começaria a passá-los para o computador, formando a base daquilo que se tornaria A Few Good Men.
Em 1988, Sorkin vendeu os direitos para uma adaptação de cinema de A Few Good Men para o produtor David Brown, antes mesmo da peça estrear, por um acordo de um valor com até seis dígitos. Brown leu um artigo no The New York Times sobre a peça de um ato de Sorkin, Hidden in This Picture, e descobriu que ele também tinha uma peça chamada A Few Good Men que estava sendo lida fora da Broadway. Brown produziu A Few Good Men na Broadway no Music Box Theatre. Era estrelada por Tom Hulce e dirigida por Don Scardino. Depois de estrear no final de 1989, teve 497 apresentações.
Sorkin continuou a escrever Making Movies, estreando em 1990 fora da Broadway, produzida por John A. McQuiggan e dirigida por Don Scardino. Enquanto isso, David Brown estava produzindo alguns projetos na TriStar Pictures e tentou interessar os executivos do estúdio a transformar A Few Good Men em um filme, porém sua proposta foi recusada por nenhum grande ator estar envolvido. Brown mais tarde recebeu um telefonema de Alan Horn, da Castle Rock Entertainment, que estava ansioso para fazer a adaptação. Rob Reiner, um parceiro de produção da Castle Rock, optou por dirigir.

## Carreira como roteirista (1991–98)

### Trabalho na Castle Rock Entertainment
No começo da década de 1990, Sorkin trabalhou na Castle Rock Entertainment. Ele escreveu roteiros para A Few Good Men, Malice e The American President: os três filmes arrecadaram por volta de US$ 400 milhões em bilheteria. Enquanto ele escrevia na Castle Rock, ele se tornou amigo de pessoas como William Goldman e Rob Reiner, e conheceu sua futura esposa, Julia Bingham, que era uma das advogadas da Castle Rock.
Sorkin escreveu vários rascunhos para o roteiro de A Few Good Men no seu apartamento em Nova Iorque, aprendendo como escrever um roteiro a partir de um livro. Ele então passou vários meses nos escritórios da Castle Rock em Los Angeles trabalhando no roteiro com Rob Reiner. Willian Goldman (que regularmente trabalhava na Castle Rock) se tornou seu mentor e o ajudou a adaptar a peça para um filme. O filme foi dirigido por Rob Reiner, estrelando Tom Cruise, Jack Nicholson, Demi Moore e Kevin Bacon, sendo produzido por David Brown. A Few Good Men estreou em 1992, se tornando um sucesso de crítica e bilheteria.
Goldman também lhe deu a premissa para uma história, que Sorkin transformou no roteiro do filme Malice. Goldman supervisionou o projeto como consultor criativo enquanto Sorkin escreveu os primeiros rascunhos de Malice. Ele teve de deixar o projeto para terminar o roteiro de A Few Good Men, e o roteirista Scott Frank assumiu o trabalho no roteiro. Quando a produção de A Few Good Men terminou, Sorkin reassumiu e continuou a trabalhar em Malice até o roteiro final. Harold Becker dirigiu o filme, um thriller médico lançado em 1993, estrelado por Nicole Kidman e Alec Baldwin. Malice foi recebido com críticas mistas.
Seu último roteiro produzido pela Castle Rock foi The American President, trabalhando mais uma vez com William Goldman como consultor criativo. Sorkin levou alguns anos para escrever o roteiro do filme, que começou como um roteiro de 385 páginas e eventualmente foi reduzido para o roteiro final de 120 páginas. The American President foi lançado em 1995, dirigido por Rob Reiner e estrelado por Michael Douglas e Annette Bening, sendo muito bem recebido pela crítica.

### Polindo roteiros
Sorkin poliu vários roteiros sem ser creditado em vários filmes da década de 1990. Ele escreveu alguns dos diálogos entre Sean Connery e Nicolas Cage no filme The Rock. Ele trabalhou em Excess Baggage, uma comédia sobre uma garota que arma seu próprio sequestro para chamar a atenção de seu pai, e reescreveu algumas cenas de Will Smith em Enemy of the State.
Sorkin colaborou com Warren Beatty em alguns roteiros, incluindo Bulworth. Beatty, conhecido por ocasionalmente financiar pessoalmente projetos ainda na pré-produção, contratou Sorkin para reescrever um roteiro chamado Ocean of Storms, que nunca entrou em produção. Em certo ponto, Sorkin processou Beatty por uma compensação adequada no roteiro de Ocean of Storms, porém, ele eventualmente retornou a trabalhar no roteiro, uma vez que o problema foi solucionado.

## Televisão (1998–2007)

### Sports Night
Sorkin teve a ideia de escrever sobre os bastidores do que acontece em um programa esportivo quando ele estava em um quarto do Four Seasons Hotel, Los Angeles, escrevendo os roteiros de The American President. Ele trabalharia até tarde da noite, com a TV ligada na ESPN, assistindo a várias reprises do SportsCenter. O programa o inspirou a tentar escrever um filme sobre um programa esportivo, porém ele não conseguiu estruturar a história, então ele transformou sua ideia em uma série cômica de TV. Sports Night foi produzido pela Disney e estreou na ABC, canal propriedade da Disney, no outono de 1998.
Sorkin lutou com a ABC durante a primeira temporada sobre o uso de uma trilha de risadas e um auditório com público. A trilha de risadas foi condenada pela crítica como irritante. Sorkin comentou que: "Quando você grava na frente de um público ao vivo, você não tem outra alternativa a não ser usar uma trilha de risadas. De vez em quando [aumentar as risadas] é a coisa certa a fazer. Algumas vezes você precisa de um acidente címbalo. Outras vezes, me aliena". A trilha de risadas foi gradualmente diluída e desapareceu ao final da primeira temporada. Sorkin triunfou na segunda temporada quando a ABC concordou com suas exigências, desonerando a equipe de produção das dificuldades de encenar uma cena para uma plateia ao vivo e deixando que o elenco tivesse mais tempo para ensaiar.
Apesar de Sports Night ter sido aclamado pela crítica, a ABC cancelou a série após duas temporadas devido a baixos indíces de audiência. Sorkin recebeu ofertas para continuar o programa em outra emissora, porém recusou todas já que a maioria eram contingentes sobre seu envolvimento, algo que seria difícil já que simultaneamente ele estava escrevendo The West Wing.

### The West Wing
Sorkin concebeu o drama político The West Wing em 1997, quando ele foi despreparado para um almoço com o produtor John Wells e em pânico soltou uma ideia de um programa centrado nos altos funcionários da Casa Branca, usando ideias que haviam sobrado do roteiro de The American President. Ele contou a Wells sobre suas visitas a Casa Branca enquanto fazia pesquisas para The American President, e eles começaram a discutir o serviço público e a paixão das pessoas que servem. Wells pegou o conceito e o mostrou para a NBC, porém o canal pediu para ele esperar, já que os fatos do Escandalo Lewinsky estavam saindo e havia preocupações que o público não iria levar um programa sobre a Casa Branca a sério. Um ano depois algumas emissoras demonstraram interesse em The West Wing, então a NBC deu sinal verde para a série apesar de sua relutância inicial. O piloto foi ao ar no outono de 1999.

"Stockard fez um episódio do programa como a Primeira Dama ... Ela me levou para almoçar e disse que gostou de fazer o programa e queria fazer mais e começou a fazer perguntas como, 'Quem você acha que é este personagem?' E aquelas não eram perguntas que eu poderia responder. [Como roteirista] Eu só posso responder, 'o que eles querem?'"

—Aaron Sorkin, sobre criar personagens.
The West Wing venceu 9 Primetime Emmy Awards em sua primeira temporada, quebrando o recorde de maior número de prêmios um uma única temporada. Após a cerimônia, um fiasco ocorreu, centrado no Emmy de roteiro pelo episódio "In Excelsis Deo", que foi entregue a Sorkin e Rick Cleveland, quando o The New York Times publicou um artigo dizendo que Cleveland foi conduzido para fora do palco por Sorkin sem ter a chance de dizer algumas palavras. A história por trás de "In Excelsis Deo" foi baseada no pai de Cleveland, um veterano da Guerra da Coreia que passou seus últimos anos vivendo na rua, como Cleveland explica, "Eu era a pessoa com cara de idiota nos óculos de aro fino". Uma pequena discussão entre Sorkin e Cleveland ocorreu em um forum na internet quando Sorkin explicou que ele dá a seus roteiristas o crédito de "História de" de forma rotatória como "modo de gratidão", e que ele descartou o roteiro original de Cleveland e começou do zero. No final, Sorkin se desculpou a Cleveland, admitindo que ele estava "muito errado". Cleveland e Sorkin também venceram o Prêmio do Sindicato dos Roteiristas por "In Excelsis Deo".
Em 2001, depois de completar a segunda temporada, Sorkin teve uma recaída em drogas, apenas dois meses depois de receber o Phoenix Rising Star para recuperação de drogas; isso se tornou de conhecimento público quando ele foi preso no Aeroporto de Burbank por posse de cogumelos alucinógenos, maconha e cocaína. Ele recebeu ordens de um juiz para ir para uma clínica de reabilitação. Seu vício de drogas foi altamente divulgado, apesar de ele ter se recuperado.
Em 2002, Sorkin criticou o âncora de notícias da NBC, Tom Brokaw, por levar ao ar um especial de TV sobre um dia na vida do presidente, "The Bush White House: Inside the Real West Wing", comparando-a ao ato de enviar um cartão de feliz aniversário ao presidente George W. Bush do que realmente dar notícias. The West Wing ia ao ar na mesma emissora, e a pedido do Presidente de Entretenimento da NBC, Jeff Zucker, ele se desculpou, porém diria que "deveria haver uma diferença no que a NBC News faz e o que a série The West Wing faz".
Sorkin escreveu 87 roteiros para The West Wing, quase todos os episódios das primeiras quatro temporadas da série. Ele descreve seu papel no processo criativo como "não tanto como um showrunner ou um produtor. Eu sou um roteirista". Em 2003, no final da quarta temporada, Sorkin e o produtor executivo Thomas Schlamme deixaram a série devido a problemas criativos com a Warner Bros. Television, a produtora do programa, não envolvendo a NBC; o produtor John Wells se tornou o showrunner da série. Sorkin retornaria para o episódio final do programa, fazendo uma ponta como um membro da equipe do Presidente Bartlet.

### Studio 60 on the Sunset Strip
Em 2003, Sorkin divulgou que ele estava desenvolvendo uma série de TV baseada em um programa cômico como o Saturday Night Live. No começo de outubro de 2005, um piloto intitulado Studio 7 on the Sunset Strip foi escrito por ele e produzido por Thomas Schlamme, começou a circular em Hollywood e gerando interesse na internet. Uma semana mais tarde, a NBC comprou da Warner Bros. Television os direitos de exibição da série por um alto valor em concorrência com a CBS. O nome do programa foi alterado para Studio 60 on the Sunset Strip. Sorkin descreveu o programa como possuindo "elementos autobiográficos" e "personagens que são baseados em pessoas reais", porém disse que ele se desprende para ver as manobras de bastidores de um programa cômico do horário nobre.
Em setembro de 2006, o piloto de Studio 60 foi ao ar na NBC, dirigido por Thomas Schlamme. O piloto foi aclamado e teve altos números de audiência, porém a série sofreu uma queda significante na audiência durante a metade de sua primeira temporada. A antecipação que precedeu a estreia foi seguida por críticas escrupulosas da imprensa, junto com análises negativas na blogosfera. Em janeiro de 2007, Sorkin falou contra a imprensa se focar muito na audiência e por usar blogs e roteiristas cômicos desempregados como fontes. Depois de um hiato de dois meses, Studio 60 voltou ao ar para exibir os últimos episódios da primeira temporada, que seria sua única.

## 2004–presente

### Retorno ao teatro

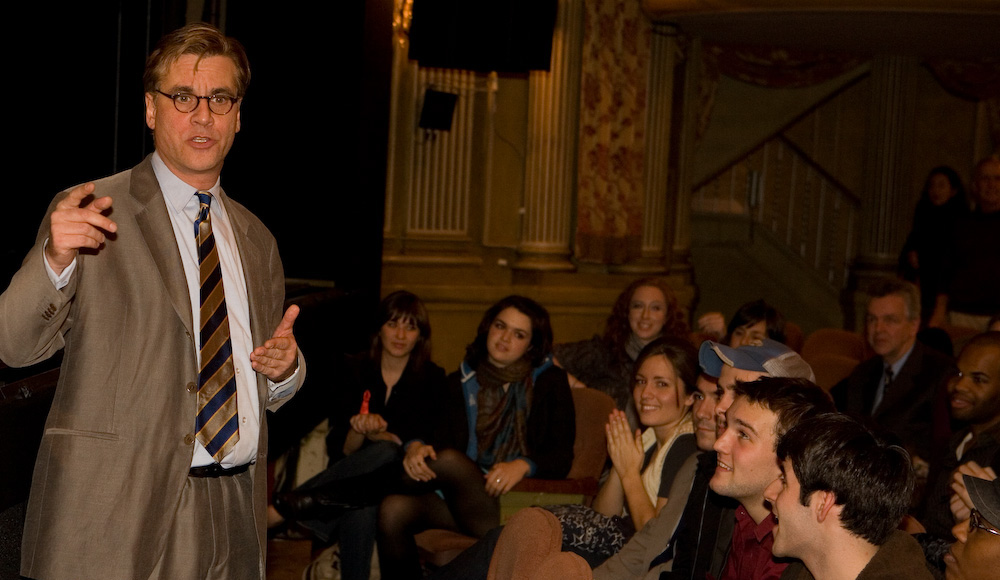
Aaron Sorkin discutindo sua peça, The Farnsworth Invention, com uma plateia no Music Box Theatre no dia 8 de novembro de 2007

Em 2003, Sorkin estava escrevendo um esboço de roteiro sobre a história de Philo Farnsworth, um tópico que ele se familiarizou no início da década de 1990, quando o produtor Fred Zollo surgiu com a ideia de adaptar as memórias de Elma Farnsworth. No ano seguinte ele completou seu roteiro com o título de The Farnsworth Invention, sendo comprado pela New Line Cinema, com Thomas Schlamme sendo contratado para dirigir. A história é sobre a batalha de patente entre Farnsworth e o magnata da RCA, David Sarnorff, pela tecnologia que permitiu as primeiras transmissões televisivas nos EUA.
Ao mesmo tempo, Sorkin foi contratado por Jocelyn Clarke, a gerente de comissões do Abbey Theatre em Dublin, pedindo que ele escrevesse uma peça para eles, algo que ele aceitou. Depois de algum tempo, Sorkin decidiu reescrever The Farnsworth Invention em uma peça de teatro. Ele entregou seu primeiro rascunho da peça para o Abbey Theatre no início de 2005, com a produção supostamente sendo planejada para 2007, com a La Jolla Playhouse decidindo colaborar com o Abbey Theatre. Porém, em 2006, a nova diretoria do Abbey Theatre se retirou do envolvimento de The Farnsworth Invention. Apesar do revés, a La Jolla Playhouse pressionou, com Steven Spielberg atuando como produtor. A produção abriu com a marca da La Jolla, o programa "Página para o Palco", que permitia  que Sorkin e o diretor Des McAnuff desenvolvessem a peça de encenação para encenação, de acordo com as reações do público e comentários; a peça foi encenada pela La Jolla de 20 de fevereiro até 25 de março de 2007. Uma produção se seguiu na Broadway, com a estreia marcada para 14 de novembro de 2007; todavia, a peça foi adiada devido a uma greve de trabalhadores dos teatros da Broadway. The Farnsworth Invention eventualmente estreou no Music Box Theatre no dia 3 de dezembro de 2007, ao final da greve, se encerrando em 2 de março de 2008.
Em 2005, Sorkin revisou sua peça A Few Good Men para uma renovação em Londres. A peça estreou no Theatre Royal Haymarket no outono do mesmo ano, dirigido por David Esbjornson, e estrelado por Rob Lowe, de The West Wing.

### Retorno ao cinema

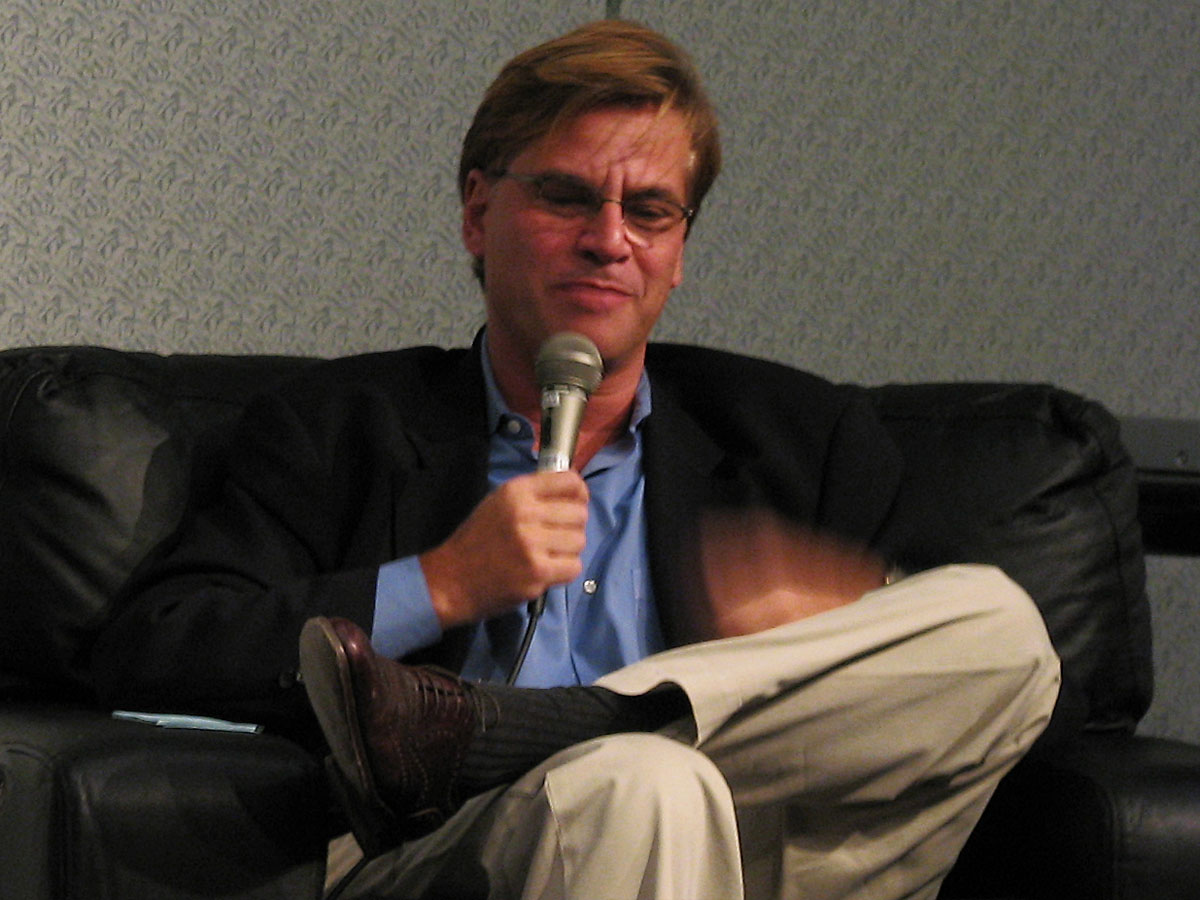
Aaron Sorkin sendo entrevistado por William Goldman na Screenwriting Expo
em 2008.

A próxima excursão de Sorkin no cinema ocorreu quando a Universal Pictures pediu para ele adaptar Charlie Wilson's War, livro de não ficção do produtor George Crile, para a Playtone, companhia de produção de Tom Hanks. Charlie Wilson's War é sobre um pitoresco congressista do Texas, Charlie Wilson, que financiou a guerra secreta da CIA contra a antiga União Soviética no Afeganistão. Sorkin completou o roteiro e o filme foi lançado em 2007, estrelando Tom Hanks, Julia Roberts e Philip Seymour Hoffman, sendo dirigido por Mike Nichols.
Em agosto de 2008, Sorkin anunciou que ele concordou em escrever um roteiro para a Sony e para o produtor Scott Rudin sobre como o Facebook foi fundado. O filme, The Social Network, baseado no livro The Accidental Billionaires de Ben Mezrich e dirigido por David Fincher foi lançado em 1 de outubro de 2010. Sorkin venceu o Oscar, o BAFTA e o Golden Globe por The Social Network.
Em 2011, ele co-escreveu o filme Moneyball, baseado no livro de Michael Lewis sobre a história de Billy Beane, gerente geral do time de beisebol Oakland Athletics. Sorkin foi chamado para escrever uma terceira versão do roteiro após as duas versões anteriores, a primeira escrita por Stan Chervin e a segunda por Steven Zaillian, não terem agradado a Sony, produtora do filme através da Columbia Pictures. O filme, dirigido por Bennett Miller e estrelado por Brad Pitt, Jonah Hill e Philip Seymour Hoffman, foi lançado em 23 de setembro e se tornou um grande sucesso de crítica, e Sorkin acabou recebendo indicações aos mesmo prêmios que havia sido indicado por The Social Network, porém não venceu.
Em 2015 Sorkin escreveu o filme Steve Jobs, dirigido por Danny Boyle e baseado na biografia de mesmo nome escrita por Walter Isaacson sobre a vida do fundador da Apple Steve Jobs.Por esse roteiro, Sorkin venceu o Globo de Ouro de Melhor Roteiro Adaptado, porém não conseguiu uma nomeação ao Oscar.
Em 2017, Sorkin se sentou pela primeira vez na cadeira de direção, onde dirigiu e escreveu o filme Molly's Game, baseado no livro Molly's Game: From Hollywood's Elite to Wall Street's Billionaire Boys Club, My High-Stakes Adventure in the World of Underground Poker de Molly Bloom.Sorkin foi novamente indicado a todos os grandes prêmios da temporada como Globo de Ouro,Oscar, BAFTA e Critics Choice, mas não venceu nenhum.
Em 2020 Sorkin volta pela segunda vez a direção com The Trial of the Chicago 7, baseado nos protestos feitos contra a Guerra do Vietnã durante a Convenção Nacional Democrata de 1968, em Chicago, Illinois.O roteiro foi escrito por ele em 2007, com a intenção de ter Steven Spielberg dirigindo, porém depois de muito tempo,Spielberg seguiu para outros projetos e Sorkin decidiu dirigir. O filme, que foi produzido pela Paramount e posteriormente distribuído pela Netflix lançou em 16 de outubro mundialmente.

### Retorno à televisão
Sorkin retornou à televisão em 2011 com dois projetos da HBO. Ele se uniu à John Krasinski, ator de The Office, para desenvolver uma minissérie sobre o hotel Chateau Marmont, baseada no livro Life at the Marmont, escrito por Raymond R. Sarlot, um dos proprietários do estabelecimento, e por Fred Basten. Ele também encarregou-se da série The Newsroom, que estreou no canal em junho de 2012, contando a rotina dos bastidores da produção de um telejornal.

## Processo de escrita e estilo
Sorkin já escreveu para o teatro, cinema e televisão, e em cada meio seu nível de colaboração com outros criadores variou. Ele começou no teatro, que envolvia um processo de escrita em grande parte solitário, ele então foi para o cinema onde colaborou com o diretor Rob Reiner e o roteirista William Goldman, e eventualmente trabalhou na televisão onde ele colaborou bem de perto com o diretor Thomas Schlamme por quase uma década nos programas Sports Night, The West Wing e Studio 60 on the Sunset Strip; atualmente ele transita entre as três mídias. Ele tem o hábito de fumar vários cigarros seguidamente enquanto passa inúmeras horas trancado em seu escritório trabalhando nos próximos roteiros. Ele descreve seu processo de escrita como físico porque ele frequentemente irá se levantar e falar o diálogo que está desenvolvendo.

"Para mim, a experiência de escrever é bem parecida com um encontro. Não é incomum que eu seja bem engraçado aqui e bem esperto ali e talvez eu mostre alguma raiva lá para que ela veja que talvez eu tenha um lado sombrio. Eu quero que tenha valido a pena para que todos possam se sentar pelo tempo que eu tenha pedido."

—Aaron Sorkin, em sua escrita caracterizada pelo mentor William Goldman.
Um artigo do The New York Times escrito por Peter De Jonge explica que "The West Wing nunca é traçado além de algumas semanas a frente e não tem linhas de história principais", que De Jonge acreditava ser porque "com personagens que não têm falhas, é impossível dar a eles arcos significantes". Sorkin afirmou que: "Eu raramente planejo com antecedência, não porque eu não acho que é bom planejar com antecedência, simplesmente não há tempo". Sorkin também disse, "Como roteirista, eu não gosto de responder perguntas até o momento que eu tenho que". O crítico de TV John Levesque, do Seattle Post-Intelligencer, comentou que o processo de escrita de Sorkin "pode criar desenvolvimentos até para enredos mal aconselhados". Complicando mais o assunto, na televisão, Sorkin irá se envolver na escrita de cada episódio, raramente deixando outros roteiristas ganharem um crédito completo em um roteiro. Peter De Jonge já reportou que ex-roteiristas de The West Wing afirmaram que "até para os padrões monopolizantes de holofotes de Hollywood, Sorkin tem sido excepcionalmente pouco generoso ao dividir seus créditos de roteirista". Em um comentário para a revista GQ em 2008, Sorkin disse, "Sou auxiliado por uma equipe de pessoas que têm grandes ideias, porém os roteiros não são escritos por um comitê".

"Você quase nunca vê como alguém viaja do ponto A para o ponto C [na maioria dos programas de TV]. Eu queria que o público testemunhasse cada jornada que essas pessoas tomassem. Tudo tinha um propósito, até mesmo vê-los pedindo almoço. Parecia ser o ritmo visual adequado para se casar com as palavras de Aaron. Tive sorte que funcionou."

—Thomas Schlamme, sobre o dispositivo "Andar e Falar".
A colaboração de quase uma década de Sorkin com Thomas Schlamme começou no início de 1998, quando eles descobriram que possuíam um fundamento criativo em comum na logo a ser produzida Sports Night. A parceria de sucesso na televisão é uma em que Sorkin se foca em escrever roteiros enquanto Schlamme trabalha como produtor executivo e ocasionalmente como diretor; eles trabalharam juntos em Sports Night, The West Wing e Studio 60 on the Sunset Strip. Schlamme vai criar o visual dos programas, trabalhar com os outros diretores, discutir os roteiros com Sorkin assim que eles chegarem, fazer as decisões do desenho de produção e da seleção de elenco e comparecer nas reuniões orçamentárias; Sorkin tende a permanecer estritamente à escrita.

"O truque é seguir as regras da narrativa clássica. Drama é basicamente sobre uma coisa: alguém quer alguma coisa, e algo ou uma pessoa está no caminho dele para conseguir. O que ele quer—o dinheiro, a garota o bilhete para a Filadélfia—realmente não importa. Mas o que quer que seja, o público deve querer para ele."

—Aaron Sorkin
Sorkin é conhecido por falas memoráveis e diálogos rápidos, como o pedaço "Você não aguenta a verdade!" de A Few Good Men e a tirada parcialmente em latim contra Deus do episódio "Two Cathedrals" de The West Wing. Para a televisão, uma das marcas da voz do roteirista de Sorkin é a réplica que seus personagens entram enquanto conversam e zombam sobre os eventos fantásticos que ocorrem no episódio, e interpõe obscuras referências na cultura popular dentro da conversa.
Apesar de seus roteiros serem elogiados por serem letrados, Sorkin já foi criticado por fazer roteiros que vão além do que é necessário. Seu mentor William Goldman comentou que normalmente em mídias visuais os discursos são evitados, porém Sorkin tem muito talento com os diálogos e acaba quebrando essa regra.

## Vida pessoal

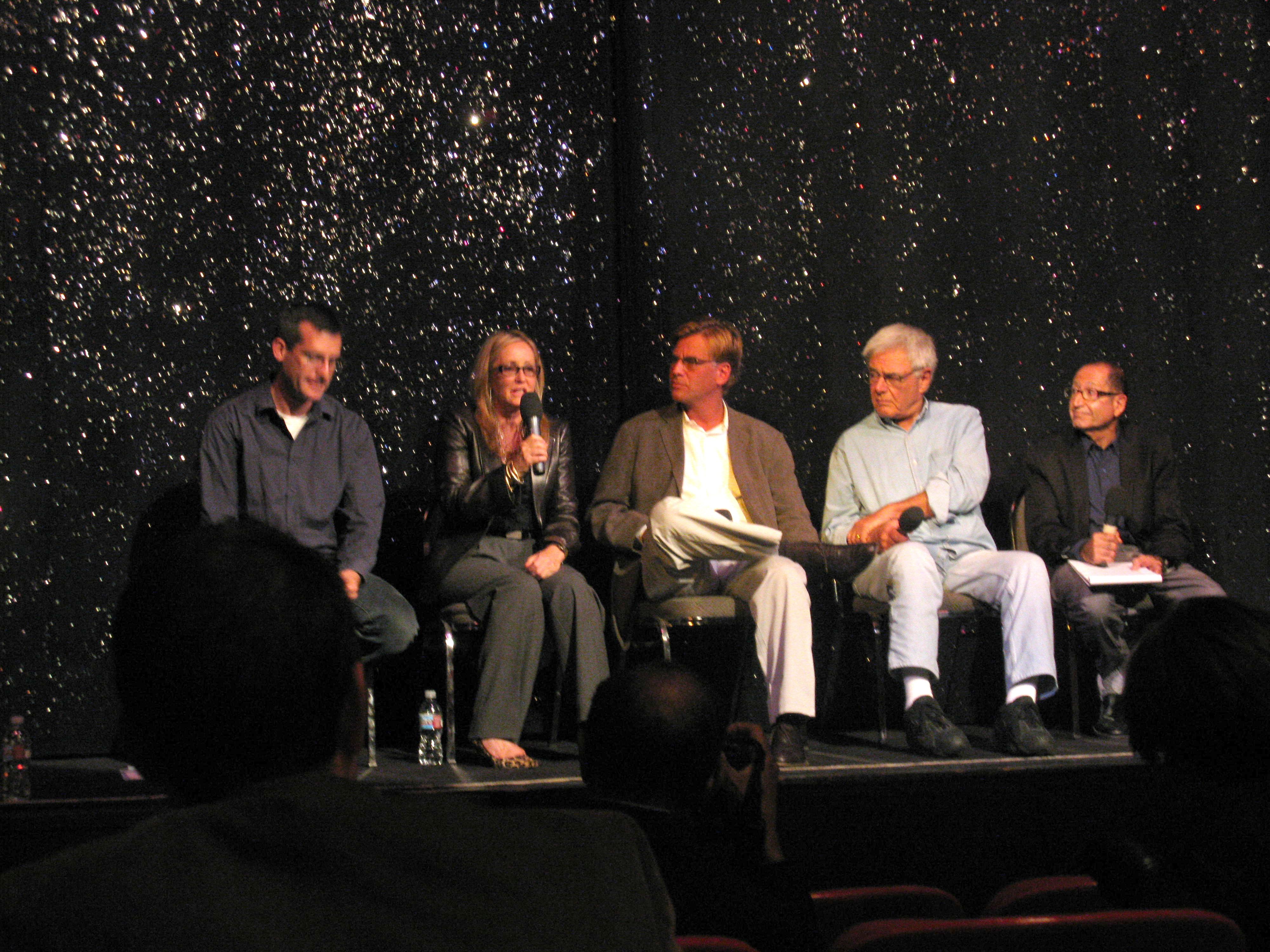
Sorkin (centro) em um evento da Obama Generation, depois de uma exibição de Mr. Smith Goes to Washington, em 20 de agosto de 2008.

De 1996 até 2005, Sorkin foi casado com Julia Bingham. Eles têm uma filha, Roxy, nascida em 2000. Ele namorou a atriz Kristin Chenoweth por vários anos. Ela interpretou Annabeth Schott em The West Wing depois que ele deixou a série.
Um apoiador consistente do Partido Democrata, Sorkin fez substanciais contribuições para campanhas políticas de candidatos entre 1999 e 2007. Durante a campanha para a eleição presidencial de 2004, o comitê de ação política do grupo MoveOn chamou Sorkin e Rob Reiner para criar um de seus anúncios de campanha anti-Bush. Em agosto de 2008, Sorkin se envolveu em um evento da Obama Generation no Fine Arts Theatre em Beverly Hills, Califórnia, participando de uma painel de discussão após uma exibição de Mr. Smith Goes to Washington, de Frank Capra.
Em 1987, Sorkin começou a usar maconha e cocaína. Ele disse que na cocaína pura ele encontrou uma droga que lhe dava um alívio de certas tensões nervosas que ele lidava de forma regular. Em 1995, ele entrou em uma clínica de reabilitação no Hazelden Foundation em Minnesota, seguindo um conselho de sua então namorada e futura esposa Julia Bingham, para tentar vencer seu vício em cocaína. Em 2001, Sorkin, junto com seus colegas John Spencer e Martin Sheen, recebeu o Phoenix Rising Award por suas vitórias pessoais sobre o abuso da substância. Entretanto, dois meses depois, em 15 de abril de 2001, Sorkin foi preso quando guardas de um controle de vigilância no Aeroporto de Burbank encontraram cogumelos alucinógenos, maconha e crack em sua bagagem de mão quando um tubo de crack feito de metal disparou o alarme do detector de metais. Ele foi enviado para um programa de desvio de drogas. O Saturday Night Live parodiou o evento altamente divulgado em um sketch cômico chamado "The West Wing", onde o Presidente dos Estados Unidos, interpretado por Darrell Hammond, faz um "andar e falar" pelos corredores da Casa Branca enquanto usa cogumelos alucinógenos acompanhado pelo apresentador Pierce Brosnan.
Sorkin continuou a trabalhar em The West Wing, e seus hábitos de vício em trabalho e vício em drogas foram ambos apontados como contribuidores para o fim de seu casamento, que terminou em divórcio.

## Créditos

### Séries de televisão
- Sports Night (1998–2000): criador, roteirista (40 episódios), produtor executivo (45 episódios)
- The West Wing (1999–2006): criador, roteirista (1999–2003, 86 episódios), produtor executivo (1999–2003, 89 episódios)
- Studio 60 on the Sunset Strip (2006–2007): criador, roteirista (22 episódios), produtor executivo (22 episódios)
- The Newsroom (2012–): criador, roteirista

### Filmes
- A Few Good Men (1992), baseado em sua peça
- Malice (1993), coescrito com Scott Frank
- The American President (1995)
- Charlie Wilson's War (2007), baseado no livro de George Crile
- The Social Network (2010), baseado no livro The Accidental Billionaires de Ben Mezrich
- Moneyball (2011), coescrito com Steven Zaillian, história de Stan Chervin, baseado no livro de Michael Lewis
- Steve Jobs (2015), baseado no livro de mesmo nome escrito por Walter Isaacson
- Molly's Game (2017) baseado no livro Molly's Game: From Hollywood's Elite to Wall Street's Billionaire Boys Club, My High-Stakes Adventure in the World of Underground Poker
- The Trial of the Chicago 7 (2020) roteiro original baseado nos protestos na Convenção Nacional Democrata de 1968.
- Being the Ricardos (TBA)

### Peças de teatro
- Removing All Doubt (1984)
- Hidden in This Picture (1988)
- A Few Good Men (1989, "polido" em 2005)
- Making Movies (1990), baseado em Hidden in This Picture
- The Farnsworth Invention (2007)

### Pontas como ator
- A Few Good Men (1992), homem no bar
- The American President (1995), ajudante no bar
- Sports Night (1999, 1 episódio), homem no bar
- The West Wing (2006, 1 episódio), homem na multidão
- Entourage (2009-2010, 2 episódios), ele mesmo
- The Social Network (2010), executivo
- 30 Rock (2011, 1 episódio), ele mesmo